# زیراکس پارک
زیراکس پارک (به انگلیسی: Xerox Parc) بخش تحقیق و توسعهٔ (R&D) شرکت زیراکس است.

## اختراع رابط کاربری
این شرکت در مقطعی به عنوان تعیین کنندهٔ مشی تاریخ کامپیوتر بدل گشت، زمانی که حق استفاده از اختراع بزرگ خود یعنی رابط کاربری را به شرکت اپل و به شخص استیو جابز اعطا نمود. والتر ایزاکسون در کتاب زندگی نامهٔ استیو جابز به نقل از خود جابز می‌گوید: وقتی اختراع آن‌ها (رابط کاربری) را در زیراکس پارک دیدم بسیار شگفت زده شدم اما کارمندان زیراکس اهمیت زیادی به آن نمی‌دادند! من در همان لحظه فهمیدم که خودش است! این اختراع همان خط مشی کامپیوترها در آینده است. 